# 馬禎
馬禎（?—?），后因避宋仁宗赵祯讳改称马正，唐朝末年许州鄢陵人，为许州平民，是马元的父親，马殷的祖父。
927年，马殷在潭州建立南楚，他被尊為国王，諡號莊穆王，又作孝威王。